# Dean Računica
Dean Računica (ur. 5 grudnia 1969 w Szybeniku) – chorwacki piłkarz występujący na pozycji pomocnika, dwukrotny reprezentant Chorwacji, trener piłkarski.

## Kariera klubowa
Računica karierę rozpoczynał w sezonie 1988/89 w zespole HNK Šibenik, grającym w drugiej lidze jugosłowiańskiej. Od sezonu 1992 występował z zespołem w nowo powstałej 1. HNL. W połowie 1992 roku odszedł do Hajduka Split. W sezonie 1992/93 zdobył z nim Puchar Chorwacji, a w sezonie 1993/94 mistrzostwo Chorwacji.
Na początku 1995 roku Računica został graczem Austrii Salzburg. W Bundeslidze zadebiutował 14 marca 1995 w zremisowanym 0:0 meczu z Linzer ASK. W sezonie 1994/95 wywalczył z zespołem mistrzostwo Austrii, a w sezonie 1996/97 powtórzył to osiągnięcie.
W 1997 roku wrócił do Hajduka Split. W sezonie 1997/98 został w jego barwach wicemistrzem Chorwacji. W 1999 roku przeszedł do izraelskiego Hapoelu Tel Awiw. W sezonie 1999/00 zdobył z nim mistrzostwo Izraela oraz Puchar Izraela, po czym odszedł z klubu. Następnie występował w Hapoelu Ironi Riszon le-Cijjon oraz w chińskim Chongqing Lifan, a w 2002 roku powrócił do Hajduka. W sezonie 2002/03 wywalczył z nim Puchar Chorwacji, a w sezonie 2003/04 mistrzostwo Chorwacji. W 2004 roku zakończył karierę.

## Kariera reprezentacyjna
W reprezentacji Chorwacji Računica zadebiutował 22 października 1992 w wygranym 3:0 towarzyskim meczu z Meksykiem, w którym strzelił gola, który był jednocześnie jego jedynym w kadrze. W latach 1992–1994 w drużynie narodowej rozegrał 2 spotkania.